# Теодон II
Теодон II (*Theodo II бл. 625 або 665 — 716/718) — герцог Баварії у 680—716/718 роках. Також деякі дослідники розглядають його як Теодона V, враховуючи трьох напівлегендарних Теодонів, що начебто правили баварами у VI ст.

## Життєпис
Походив з роду Агілольфінгів. Був сином Агільлольфа та, можливо, внуком Гарібальда II, герцога Баварії. За іншою версією його батьком був баварський правитель Фара. Братом Теодона сучасні історики вважають абата монастиря Святого Мартіна в Турі Віктерба, який помер в 756 році.
Ймовірно, Теодон II отримав владу над Баварією не раніше 680 і не пізніше 696 року. Перша з цих дат заснована на найбільш ранній з можливих датувань загибелі святого Еммерама, убитого за часів герцога Теодона I; друга — на підставі дати прибуття в Баварію святого Руперта, що сталося вже за герцога Теодона II.
Він повалив Лантперта, герцога Баварії, який втік до Аварського каганату. Сприяв розбудові баварської столиці Ратісбони (сучасне місто Регенсбург). На запрошення герцога до Баварії прибули християнські місіонери, з яких Ерхард оселився в Ратісбоні, Руперт — у Зальцбурзі.
Невдовзі після сходження на трон Теодон II вступив у конфлікт з лангобардами за область Больцано. Втім, герцог зазнав поразки. Наслідки цього достеменно невідомі. Напевне, Теодон II став готувати реванш.
702 року надав притулок Анспранду, герцогу Асті, і синові того Ліутпранду, що втекли від Аріперта II, короля лангобардів. При дворі баварського герцога вигнанці провели дев'ять років. У 711 або 712 році Теодон II надав Анспранду велике військо, з яким той виступив до Італії. Теодон II, який важко хворів не зміг особисто очолити своїх воїнів, тому на чолі баварських загонів він поставив свого старшого сина Теудеберт, якого нещодавно було призначено співволодарем герцога Баварії. Про підсумки походу середньовічні історики повідомляють суперечливі подробиці. Так, Павло Диякон в «Історії лангобардів» писав про поразку баварів в битві біля Павії та їх втечу з поля бою. Однак цей же автор повідомляв про те, що Аріперт II потонув в річці Тічино, намагаючись втекти до своїх союзників франків. Відомо лише те, що вже у березні 712 року Анспранд зійшов на престол Лангобардського королівства.
Прагнучи зміцнити союз з лангобардами Теодон II видав заміж за Ліутпранда, що успадкував королівський престол після раптової смерті свого батька, доньку Гунтруду. Одні джерела називають її дочкою герцога Баварії, інші, на підставі «Історії лангобардів» Павла Диякона — його сина Теудеберта. Ймовірно, налагоджуючи тісні зв'язки з правителями лангобардів, Теодон II мав намір з її допомогою протистояти втручанню франків в свої володіння.
Разом з втручанням у справи Італії вимушений був відбивати напади аварів на свої східні землі. Останні сплюндрували землі поблизу Енса. Проте Теодону II вдалося відбити напад ворогів на Лоршський монастир. Зрештою було укладено мир з аварським каганатом, за яким Теодон II поступився деякими східними областями.
Друга половина правління Теодона II характеризується активною християнізацією населення Баварського герцогства. У той же час відомо, що втручання християнських місіонерів в особисті справи членів баварської герцогської родини викликало сильне невдоволення синів Теодона II. В історичних джерелах повідомляється про конфлікти між святим Рупертом і Теадебертом, які Теодону II доводилося залагоджувати.
Приблизно 713 або 714 року Теодон II провів перерозподіл баварських земель між свої чотирма синами. У 715 або 716 році Теодон II здійснив поїздку до Італії. За свідченням «Liber Pontificalis» і «Анналів герцогів Баварії», Теодон II був першим з баварських правителів, який відвідав Рим. На аудієнції у Папи Римського Григорія II герцог отримав від понтифіка подарунки. На цій зустрічі Теодон II домігся від понтифіка згоди на заснування баварської церковної провінції. У документі, датованому 716 роком, вказувалося, що ця нова архиєпархія повинна була бути незалежна від ієрархів Франкського держави і підкорятися безпосередньо папі римському. Вважається, що Теодон II і Григорій II планували створення 4 єпархій, що розташувалися б в герцогських резиденціях: Регенсбурзької, Фрайнзінгської, Пассауської і Зальцбурзької. Створення самостійних єпархій в Баварії сприяло б зниженню залежності герцогства від впливу правителів Франкської держави. Проте цим планам не судилося збутися за життя Теодона II.
Точна дата смерті Теодона II невідома. Історики датують цю подію періодом з 716 по 718 рік включно. Називаються дати: 716 рік, 717 рік, або, на підставі «Історії єпископів Пассау і герцогів Баварії», а також некролога Ноннберзького абатства — 11 січня 718 року. Після смерті Теодона II його сини почали самостійно правити кожен у своєму володінні.

## Родина
На підставі однієї з дарчих хартій Лорському абатству від 779 року низка істориків робить висновок про те, що дружиною Теодона II була Фолхайд. У цьому джерелі повідомляється, що її батьком був Теутакар, граф Вормсу. Можливо, Фолхайд належала до роду Рупертідів. Про Фолхайд як про дружину герцога Теодона згадується і в «Зальцбурзькій книзі побратимів». У той же час інші дослідники припускають, що Фолхайд могла бути дружиною Теудеберта, сина Теодона II. Також у деяких середньовічних джерелах містяться свідчення про те, що дружиною Теодона II могла бути Регінтруда. Вона в деяких хроніках згадується як дружина герцога Теудебертом. Ймовірно, що свідоцтва другої групи джерел, що оповідають про Регінтруду як про дружину сина Теодона II, є більш достовірними.
Діти:
- Теудеберт — герцог Зальцбургу
- Теудебальд — герцог Регенсбургу
- Грімоальд — герцог Фрайзінґу
- Тассілон II — герцог Пассау.
- Гунтруда, дружина Лютпранда, короля лангобардів
- донька (ім'я невідоме), дружина Готфріда, герцога Алеманії